# بهزاد دورانی
بهزاد دورانی، متولد ۱۳۴۰ در تهران بازیگر و فیلم‌بردار ایرانی است.
وی فعالیت در سینمای ایران را در مقام دستیار فیلمبردار، با دستیاری محمود کلاری آغاز کرد. نخستین فعالیت جدی او به عنوان بازیگر، حضور به عنوان نقش اصلی فیلم باد ما را خواهد برد ساختهٔ عباس کیارستمی است. وی پس از چهارده سال، در سال ۱۳۹۴ به عنوان بازیگر به سینما بازگشت و در فیلم‌های کارگردانانی مانند شهرام مکری و کریم لک‌زاده ایفای نقش کرد.

## فیلم‌شناسی

### فیلم‌های سینمایی[۱]
| سال  | نام                              | نقش              | کارگردان       |
| ---- | -------------------------------- | ---------------- | -------------- |
| ۱۳۹۸ | جنایت بی‌دقت                      | فلاح             | شهرام مکری     |
| ۱۳۹۶ | کله‌سرخ                           | فرهاد            | کریم لک‌زاده    |
| ۱۳۹۶ | هجوم                             | مربی             | شهرام مکری     |
| ۱۳۹۴ | قمارباز                          | قمارباز پیر      | کریم لک‌زاده    |
| ۱۳۹۴ | قیچی                             | پدر راما         | کریم لک‌زاده    |
| ۱۳۸۵ | چند روز بعد                      |                  | نیکی کریمی     |
| ۱۳۷۸ | باد ما را خواهد برد              | مهندس            | عباس کیارستمی  |
| ۱۳۷۷ | داستان‌های جزیره (دختردایی گمشده) | دستیار فیلمبردار | داریوش مهرجویی |
| ۱۳۷۳ | سلام سینما                       |                  | محسن مخملباف   |